# 72 Девы
72 Де́вы (лат. 72 Virginis), HD 117436 — двойная звезда в созвездии Девы на расстоянии приблизительно 188 световых лет (около 57,7 парсек) от Солнца. Возраст звезды определён как около 616 млн лет.

## Характеристики
Первый компонент (HD 117436A) — жёлто-белая звезда спектрального класса A5, или F0IV, или F2V. Визуальная звёздная величина звезды — +6,18m. Масса — около 1,6 солнечной, радиус — около 1,983 солнечного, светимость — около 8,11 солнечной. Эффективная температура — около 7038 K.
Второй компонент (WDS J13304-0628B). Визуальная звёздная величина звезды — +10,74m. Удалён на 30,1 угловой секунды.

## Планетная система
В 2019 году учёными, анализирующими данные проектов Hipparcos и Gaia, у звезды обнаружена планета HIP 65892 b.